# Ганс Еноксен
Ганс Еноксен (народився 7 серпня 1956 в Ітіллеку, Ґренландія) — ґренландський політичний діяч, який обіймав посаду четвертого прем'єр-міністра Ґренландії з 2002 по 2009.